# Spook Records
Spook Records – polska niezależna wytwórnia płytowa z siedzibą w Krakowie.

## Historia
Stylistyka promowana i wydawana w ramach wytwórni oscyluje wokół szeroko pojętego nurtu muzyki hardcore. Wytwórnia wydaje wydawnictwa zespołów z obrębu podgatunków hardcore: oldschool, newschool, hc/punk, beatdown, a także odmiany metalcore. Założycielem i właścicielem jest Dawid „Spooky” Krąkowski, który początkowo w 2006 organizował koncerty hardcore/punk, wtedy jeszcze wspólnie z Tomaszem Góralem prowadzącym inną polską wytwórnię muzyki hardcore, Shing Records. Krąkowski dostrzegając trudną sytuację wydawniczą w branży oraz skargi zespołów na brak wsparcia wydawców w Polsce, postanowił sam spróbować sił i wesprzeć polskie grupy hardcore.
Pod koniec 2006 zawiązały się już wstępne plany wydawnicze i jako pierwsza pozycja w katalogu wytwórni pojawiła się płyta Good Old Days Knock It Off z początkiem 2007. Dobrze przyjęty w środowisku powrót grupy Good Old Days sprawił, że Spook Records wzbogacił się o nowe grupy: Preshrunk, Street Terror, Bhimal i Sora!. Kolejnym ważnym etapem było wydanie pierwszego zagranicznego zespołu przez wytwórnię. W lipcu 2007 ukazała się debiutancka płyta formacji The Last Charge pochodzącej z Węgier. Ich debiutancki album Charge For Life pojawił się w Europie, a także został zauważony przez fanów muzyki beatdown hardcore na innych kontynentach. Wydawnictwo spowodowało, że marka Spook Records stała się rozpoznawalna w całej Europie oraz na świecie (Japonia i Stany Zjednoczone). 
W dobie globalizacji i internetu w krótkim czasie zaczęły nadchodzić liczne propozycje współpracy z całego świata. Do dziś w katalogu wydawnictwa znajdują się formacje z takich zagranicznych krajów jak: Stany Zjednoczone, Australia, Anglia, Szwecja, Niemcy, Austria, Francja, Holandia, Włochy, Portugalia, Węgry czy Bułgaria. 
W 2008 wytwórnia wydała kolejne albumy polskich formacji hardcore: 1125, Hard Work czy No Heaven Awaits Us. Stanowiło to ugruntowanie pozycji wydawnictwa w polskim środowisku, gdzie pojawiały się opinie, iż Spook Records to „jakby kontynuacja Shing Records” (które w międzyczasie zaprzestało działalności wydawniczej).
W 2009 premiery płytowe miały kolejne rodzime grupy: Angelreich, Minority, Born Anew, Self Respect oraz Schizma. Z zagranicznych wykonawców wytwórnia wydała m.in. Danny Diablo, Reborn To Conquer, Only Attitude Counts. W międzyczasie chęć współpracy wykazały Stone Heart czy Face of Reality.
W dalszych latach 2010, 2011, 2012 w katalogu labela znalazły się albumy krajowych formacji: SKTC, Coalition, Upside Down, The Analogs, In Spite Of czy The Cuffs. Z zagranicznych zespołów znalazły się uznane nazwy jak: Most Precious Blood, Wisdom In Chains, Vietnom, Spider Crew.
Działalność wydawnictwa ma charakter hobbistyczny przez co wszelkie kroki i działania dają szanse zarówno młodym jak i zasłużonym formacjom hardcore.

## Wydawane zespoły
1125, Schizma, Angelreich, Good Old Days, Face of Reality, Stone Heart, Coalition, Hard Work, No Heaven Awaits Us, Toxic Bonkers, Preshrunk, Minority, Born Anew, Drown My Day, S.K.T.C., The Analogs, W Kilku Słowach, Upside Down, In Spite Of, The Last Charge, Wisdom In Chains, Spider Crew, Vietnom, Most Precious Blood, Punishable Act, Only Attitude Counts, Reborn To Conquer, Danny Diablo, Redound, Stay Hungry, Nine Eleven, In Other Climes, War Charge

## Wydane płyty
- SR 001 Good Old Days "Knock It Off" (2007)
- SR 002 Preshrunk "Za Ile Się Sprzedasz ?" (2007)
- SR 006 The Last Charge "Charge For Life" (2007)
- SR 009 Punishable Act "From the Heart to the Crowd" (2007)
- SR 013 Good Old Days "Go On"(2008)
- SR 015 Drown My Day "One Step Away From Silence" (2008)
- SR 017 Hard Work "Not One Step Back" (2008)
- SR 018 No Heaven Awaits Us " Residence of Evil" (2008)
- SR 020 1125 "For When Tomorrow Comes"(2008)
- SR 023 Danny Diablo vs The Vendetta "When Worlds Collide" (2009)
- SR 024 Angelreich "The Plague" (2009)
- SR 028 Reborn To Conquer "Homicide" (2009)
- SR 029 Minority "Rise Up" (2009)
- SR 030 Only Attitude Counts & Good Old Days "Worship The Truth" split (2009)
- SR 037 Schizma "Unity 2000"(2009)
- SR 039 Stone Heart "The Struggle Continues" (2010)
- SR 040 Face of Reality "Behind The Silence" (2010)
- SR 045 Toxic Bonkers "Plague" (2010)
- SR 046 Fast Forward "At The Peak" (2010)
- SR 047 W Kilku Słowach "Jedna Scena Jedna Ściema" (2010)
- SR 049 Pay No Respect "Moving On" (2010)
- SR 051 Born Anew "Path" (2010)
- SR 053 Schizma "Whatever It Takes Whatever It Wrecks" (2010)
- SR 054 Schizma "Pod Naciskiem" (2010)
- SR 056 In Twilight's Embrace "Slaves to Martyrdom" (2011)
- SR 058 The Cuffs "Blood, Rhythm & Booze" (2011)
- SR 059 Stay Hungry "No Beginning No End" (2011)
- SR 061 Upside Down "Legalized" (2011)
- SR 062 S.K.T.C. "Herezje" (2011)
- SR 064 Most Precious Blood "Do Not Resuscitate" (2011)
- SR 065 Schizma "State Of Mind" (2011)
- SR 066 Coalition "Archiwum" (2011)
- SR 069 W Kilku Słowach & Astrid Lindgren "split" (2011)
- SR 071 Wisdom In Chains "Anthems" (2011)
- SR 074 In Spite Of "1999 & demo" (2012)
- SR 076 The Analogs & Street Chaos split 7' (2012)
- SR 078 Spider Crew "Still Crazy But Not Insane" (2012)
- SR 080 Vietnom Dms "Thru My Eyes" 7' (2012)
- SR 081 Stone Heart "Silesia Hardcore" (2012)
- SR 082 Minority "Stand Strong" (2012)
- SR 083 Dintojra "Self Titled" (2012)
- SR 084 In Other Climes Bottles & Wasted Nights (2012)
- SR 085 Schizma "Miejskie depresje" (2012)
- SR 086 Schizmaciek & Friendz "Żyć i Umrzeć w BDG" (2012)
- SR 087 Olde York "Shallow World" (2013)
- SR 088 Schizma "Dla Was 7`ep" (2013)
- SR 089 Schizma "Dla Was" (2013)
- SR 090 Only Attitude Counts "Hard To Swallow" (2013)
- SR 091 Strength For A Reason "Blood, Faith, Loyalty" (2013)
- SR 092 Bomb The World "Friends of Your Enemy" (2013)
- SR 093 Tester Gier "Speed Metal" (2013)
- SR 094 Stone Heart & Minority "Brothers From Different Mothers" (2013)
- SR 095 Dead Reprise "Dystopia" (2013)
- SR 096 Wounded Knee "Out Of My Way 7`ep" (2013)
- SR 097 Old Fashioned "Lies About Life" (2013)
- SR 098 Dizel "Get Rude" (2013)
- SR 099 Tester Gier & Bullet Belt "Split" (2014)